# Burgaszi repülőtér
A Burgaszi repülőtér (IATA: BOJ, ICAO: LBBG) Bulgária egyik nemzetközi repülőtere. Burgasz közelében található. Éves utasforgalma 1 643 581 fő (2022).

## Futópályák
A repülőtér futópályái:
- 04/22 (beton)

## Forgalom
Az utasforgalom az elmúlt években az alábbi módon változott:
| Utasok száma | 433 024 | 595 813 | 1 026 134 | 1 802 035 | 1 689 866 | 2 229 045 | 2 522 319 | 2 982 339 | 2 885 776 | 1 643 581 |
|              | 1998    | 2001    | 2003      | 2006      | 2009      | 2011      | 2014      | 2017      | 2019      | 2022      |